# John Gregory (ingeniero)
John Gregory (Salford, 6 de septiembre de 1806-Isla del Rey Guillermo, c. 1848) fue un ingeniero naval británico de la Royal Navy. Sirvió a bordo del HMS Erebus durante la Expedición Franklin de 1845, que pretendía explorar zonas inexploradas del Ártico canadiense y completar el Paso del Noroeste, realizando observaciones científicas durante la travesías. Los barcos estaban equipados con antiguas locomotoras de ferrocarril que servían como unidades de potencia auxiliares, razón por la que Gregory, que nunca había estado en el mar, sirvió en la expedición. Todo el personal pereció en condiciones inciertas, sobre todo en la isla del Rey Guillermo y sus alrededores. En 2021, los restos de Gregory se convirtieron en los primeros de la expedición en ser identificados mediante análisis de ADN.

## Biografía

### Primeros años
John Gregory nació el 6 de septiembre de 1806 en Salford (actualmente parte del Gran Mánchester), siendo el hijo mayor de William Gregory, tendero, y su esposa Frances. Fue bautizado en la iglesia de St. Michaels, Angel Meadow, una capilla de solaz en el barrio marginal más notorio de la ciudad durante el siglo XIX. Su padre William sabía leer y escribir, y es probable que John aprendiera a leer y escribir desde pequeño. El historiador Ralph Lloyd-Jones había supuesto en 2018 una fecha de nacimiento de 1790 para John Gregory basándose en investigaciones genealógicas. En 2021, un equipo dirigido por Douglas R. Stenton verificó que se trataba de un error, ya que el John Gregory de 1790, hijo de John y Mary Gregory, murió en la infancia y fue enterrado el 1 de abril de 1791.

### Carrera
John Gregory se casó con Hannah Wilson en la iglesia de St. Michael en Ashton-under-Lyne (lugar de nacimiento de Hannah) el 14 de abril de 1823. Su primer hijo, Edward John Gregory, fue bautizado el 15 de junio de 1823, sólo dos meses después de la boda. Los libros de adjudicación del HMS Erebus se referían erróneamente a su fecha de matrimonio como 1822.
Gregory trabajaba en la empresa de ingeniería Maudslay, Sons & Field, con sede en Lambeth, un importante fabricante de calderas y máquinas de vapor. En 1845 vivía con su familia en el número 7 de Ely Place, en Londres.

## Expedición Franklin

### Preparativos
El HMS Erebus y el HMS Terror fueron los primeros buques de guerra de madera de la Royal Navy en ser convertidos en buques de hélice propulsados por vapor, modificaciones realizadas para el intento del Paso del Noroeste a sugerencia del antiguo explorador del Ártico e interventor de maquinaria de vapor Sir William Edward Parry. Henry Maudslay, de Maudslay, Sons & Field, fue contratado para suministrar los sistemas de propulsión y, al no poder conseguir nuevas máquinas, utilizó otras preexistentes tomadas del ferrocarril: "Croydon" y "Archimedes", dos locomotoras de vapor de seis ruedas construidas en 1838-1839 por la empresa de ingeniería G & J Rennie para el Ferrocarril de Londres y Croydon.
Además de las locomotoras, Maudslay, Sons & Field proporcionó dos hombres para su mantenimiento: James Thompson en el HMS Terror y John Gregory en el HMS Erebus. En la libreta naval de Gregory estaba escrito: "Este ingeniero fue recomendado por los señores Maudslay para servir en uno de los buques empleados en la Expedición Ártica, habiendo estado acostumbrado a los motores de locomotoras. Su paga será el doble de la permitida a los Ingenieros de 1ª Clase (Woolwich, 6 de mayo de 1845). Almirantazgo, 13 de mayo/45". Tanto Thompson como Gregory fueron contratados con sólo una semana de preaviso, tras unas pruebas de rendimiento por debajo de las normas realizadas en las semanas previas a la partida de los buques en mayo de 1845. Gregory asignó 13 libras de su salario al mes a su esposa Hannah.
Como ingeniero, Gregory era suboficial junto con el contramaestre Thomas Terry y el carpintero John Weekes en el HMS Erebus, mientras que sus homólogos en el HMS Terror eran el ingeniero James Thompson, el contramaestre John Lane y el carpintero Thomas Honey. Los suboficiales eran los jefes de las ramas técnicas especializadas a bordo del buque y dependían directamente del capitán.

### Salida de Inglaterra
La expedición fue la primera vez que Gregory se hacía a la mar. El 9 de julio de 1845, dos semanas después de que ambos navíos dejaran el puerto de Greenhithe, en Kent, escribió una carta a su esposa en la que describía la primera vez que veía ballenas e icebergs. La carta fue enviada desde Groenlandia antes de que la expedición zarpara hacia el Ártico canadiense, y fue el último contacto que Gregory tuvo con su familia. La carta concluía con la siguiente frase: "Saluda de mi parte a Edward, Fanny, James, William y besa al bebé de mi parte, y acepta lo mismo de tu parte". La carta se conserva en los Archivos del Instituto Scott de Investigación Polar de la Universidad de Cambridge.

### En el Ártico canadiense
Los barcos pasaron el primer invierno en la isla Beechey, donde murieron y fueron enterrados tres hombres (John Torrington, John Hartnell y William Braine). En 1846, los barcos quedaron atrapados en el hielo al noroeste de la isla del Rey Guillermo. En abril de 1848, los barcos seguían acosados por el hielo, en el norte del estrecho de Victoria, y veintiún hombres, entre ellos John Franklin, habían muerto. El 22 de abril de 1848, Francis Crozier y otros ciento cuatro hombres supervivientes (entre oficiales y tripulación) abandonaron los barcos, trasladaron el equipo, incluidas pequeñas embarcaciones, a través de veintiocho kilómetros de hielo marino y acamparon en el extremo noroeste de la isla del Rey Guillermo, a sólo unos kilómetros al sur de Victory Point. Cuatro días después, partieron en busca del río Back y de la ayuda de un puesto de la Compañía de la Bahía de Hudson en el continente canadiense.
John Gregory sobrevivió tres años atrapado a bordo del HMS Erebus y fue uno de los supervivientes conducidos por Francis Crozier hacia el sur a lo largo de la isla del Rey Guillermo. Formaba parte de los al menos veintitrés marineros que quedaron con dos botes en la bahía del Erebus. Murió a setenta y cinco kilómetros al sur del lugar del desembarco, en la orilla de la bahía de Erebus. Douglas Stenton calculó que había muerto en mayo de 1848. Otros dos hombres habían muerto con él.

## Restos e identificación

### Historia de los restos
La primera persona que buscó en la zona donde yacía el cuerpo de Gregory fue W. R. Hobson, de la expedición de Francis Leopold McClintock, en 1859, que encontró en la bahía de Erebus un barco descansando sobre sus trineos, grandes cantidades de provisiones y efectos personales, y los restos parciales de dos esqueletos. En 1861, los inuit de Netsilik viajaron hasta allí en busca de artefactos útiles y encontraron dos barcos y grandes cantidades de restos óseos.[14] Ni el grupo de McClintock ni los inuit enterraron ninguno de los restos. Una expedición posterior, formada por Frederick Schwatka, William Henry Gilder, Heinrich Klutschak, Frank E. Melms e Ipirvik ("Joe Ebierbing"), exploró la misma zona en 1879. Schwatka enterró los restos humanos que encontró, incluidos los que más tarde se identificarían como pertenecientes a John Gregory.
Las expediciones arqueológicas modernas en la bahía de Erebus comenzaron en 1982 e identificaron cinco yacimientos principales (NhLi-1, NgLj-1, NgLj-2, NgLj-3 y NgLj-39) que constaban de más de quinientos huesos que representaban al menos a veintiún hombres de la expedición de Franklin. El cráneo de Gregory fue redescubierto por el historiador aficionado Barry Ranford en 1993, quien inicialmente había creído que se trataba de una botella de plástico blanqueada mientras paseaba en trineo por la isla del Rey Guillermo. El cráneo fue fotografiado por Andrew Gregg y apareció en 1995 en un especial de la cadena de televisión CBC presentado por Carol Off. En 1997, debido a la alteración de la superficie, ya se veían suficientes huesos como para enterrarlos en un mojón con una placa conmemorativa. Los restos se excavaron en 2013 para extraer ADN. Diana Tretkov realizó una reconstrucción facial de John Gregory utilizando el cráneo como base antes de identificar los restos. Los restos se volvieron a enterrar in situ en 2014.

### Identificación
El cráneo perteneciente a Gregory fue hallado en NgLj-3 y uno de sus molares recibió la denominación de NgLj-3:34 y fue sometido a análisis genéticos e isotópicos. Hasta 2021 se ha analizado el ADN arqueológico de veintinueve miembros del personal de la expedición, de los cuales veintitrés proceden de yacimientos de la bahía de Erebus. Diecisiete descendientes autoidentificados del personal de la expedición han enviado muestras de ADN para su comparación. Los primeros dieciséis no encontraron coincidencias, pero el decimoséptimo coincidió con John Gregory. Jonathan Gregory (nacido en 1982) de Puerto Elizabeth (Sudáfrica), tataranieto de John Gregory, se confirmó como una coincidencia de ADN con NgLj-3:34 en 2021 por un equipo de investigadores de las universidades de Waterloo, Lakehead y Trent. Gregory fue el primer miembro de la expedición que se identificó mediante análisis de ADN, así como el sexto de la expedición cuyos restos han sido identificados por cualquier medio, después de John Torrington, John Hartnell, William Braine, John Irving y Harry Goodsir. A partir de 2021, ningún otro resto ha sido emparejado con muestras de ADN. La identificación de Gregory ha sido descrita como uno de los avances más importantes en la investigación de la expedición Franklin en 2021.

## En la cultura popular
Gregory aparece como personaje en la novela de 2007, The Terror de Dan Simmons, un relato ficticio de la expedición perdida de Franklin, así como en la adaptación televisiva de 2018, donde es interpretado por Mike Kelly.